# Оболонський проспект
Оболо́нський проспект — проспект в Оболонському районі міста Києва, житловий масив Оболонь. Пролягає від Вербової до Великої Кільцевої дороги.
Прилучаються озера Йорданське, Кирилівське; площі Героїв УПА, Оболонська площа, Мінська; вулиці Героїв полку «Азов», Левка Лук'яненка, Героїв Дніпра, Озерна, Північна

## Історія
Проспект запроєктований у 1960-х роках під назвою Центральна міська вулиця (№ 1), як головна магістраль масиву Оболонь. У 1973 році набув назву проспект Олександра Корнійчука — на честь українського радянського драматурга і громадсько-політичного діяча Олександра Корнійчука. Сучасна назва — з 1993 року.
Забудову проспекту розпочато у 1973 році. 1981 року на проспекті звели перший у місті монолітний 17-поверховий будинок (№ 2), а 1990 року — найвищий на той час житловий 22-поверховий будинок (№ 2-а). За свою форму обидві споруди отримали назву «Будинки-ромашки». Наприкінці 1990-х років проспект був фактично подовжений на південь у своїй початковій частині по дамбі лінії метрополітену від сучасної вулиці Героїв полку «Азов» до Площі Героїв УПА (на цій ділянці не існувало асфальтової дороги, хоча на тогочасних мапах її відображали).
У 2006–2010 роках на бульварній частині проспекту у кварталах між сучасними вулицями Героїв полку «Азов» — Левка Лук'яненка — Героїв Дніпра був побудований торгово-розважальний центр «Дрім Таун».
5 грудня 2023 року відкрили нову частину Великої кільцевої дороги від вулиці Богатирської до Оболонського проспекту. Столична влада взяла на себе зобов’язання зробити під’їзну дорогу до тунелю під річкою Дніпро, який сполучатиме лівий і правий береги і виходитиме на Троєщину.

## Галерея

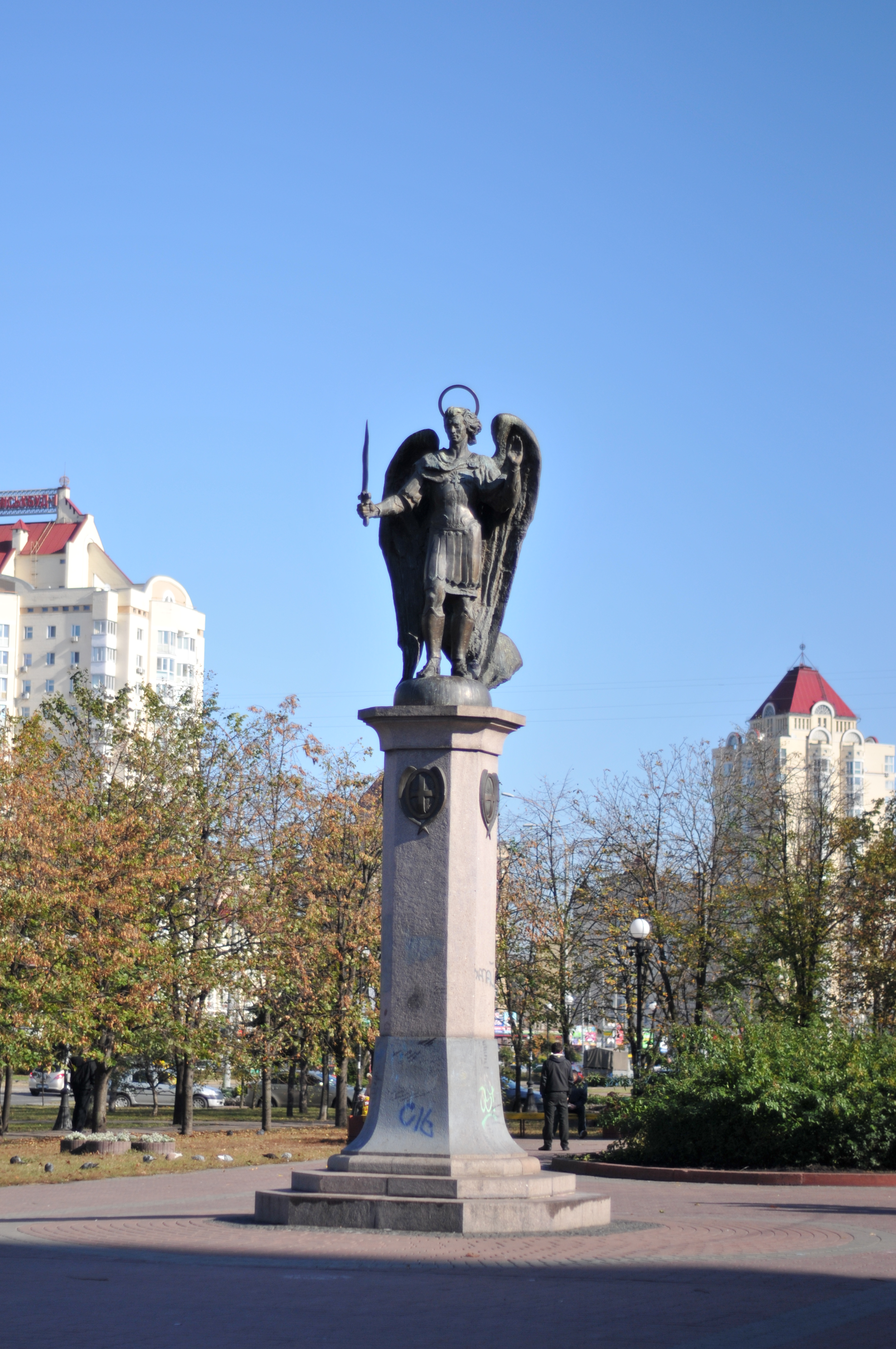
Пам'ятник Архістратигу Михаїлу у сквері на Мінській площі
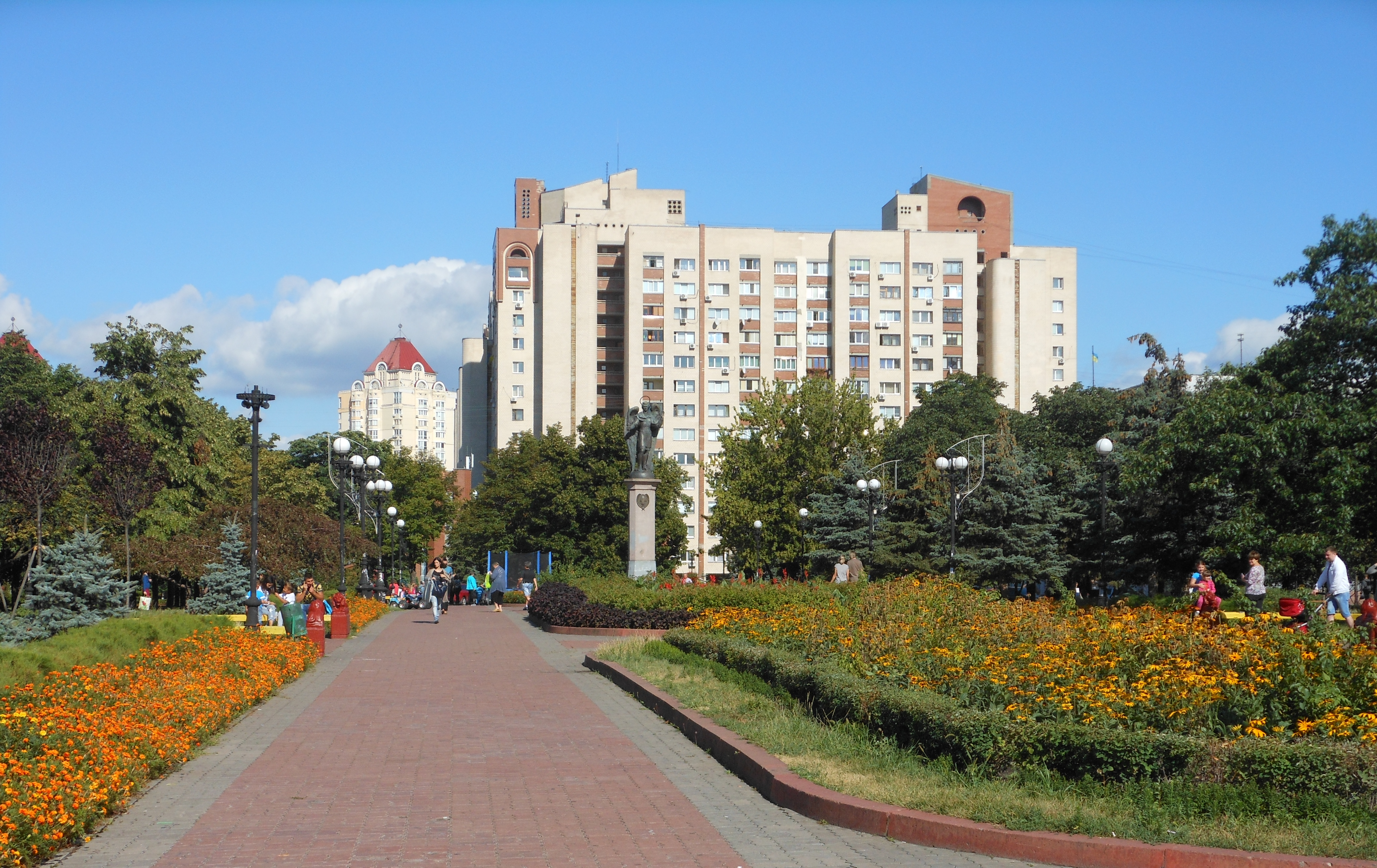
Парк біля Мінської площі
Житлово-офісний комплекс «Obolon Plaza» (відкрито 2022 року)[4]
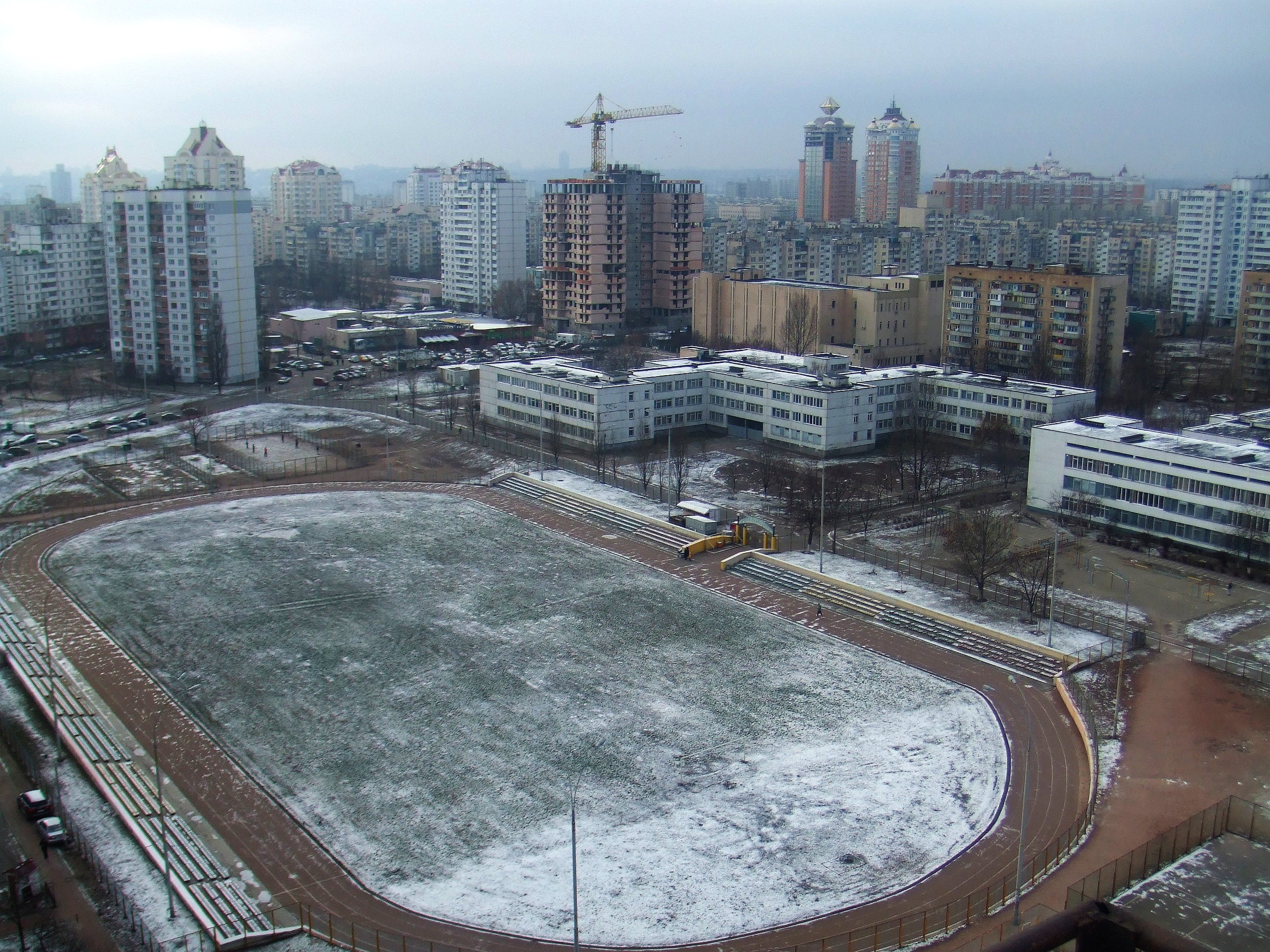
Стадіон «Єдність»
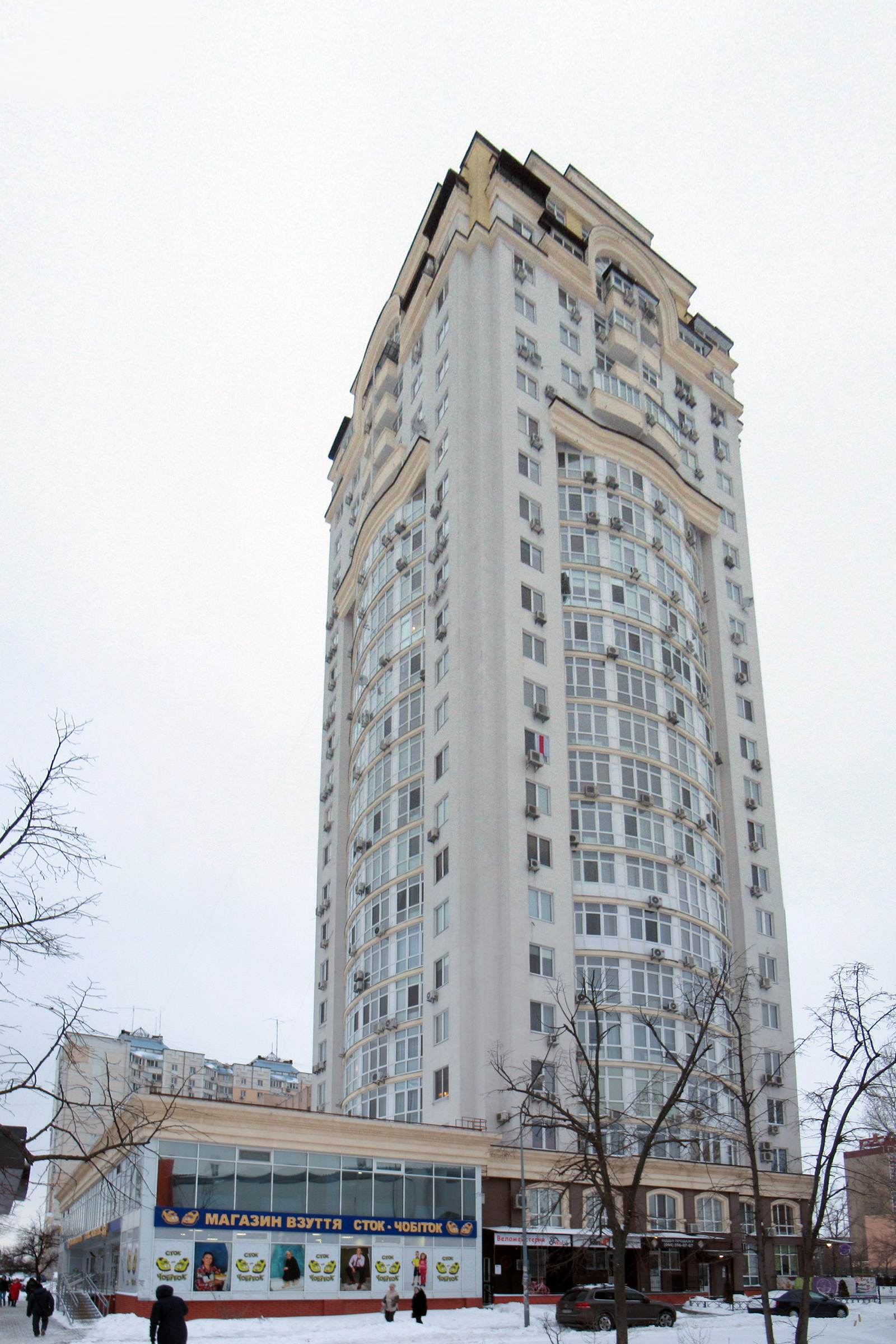
№ 54 — Оболонь-тауер

## Установи та заклади
- Житлово-офісний комплекс «Obolon Plaza» (буд. № 6-А)
- Середня загальноосвітня спеціалізована школа № 239 з поглибленим вивченням німецької мови (буд. № 16-д)
- Середня загальноосвітня спеціалізована школа № 20 з поглибленим вивченням французької мови (буд. № 32-б)
- Середня загальноосвітня спеціалізована школа № 252 з поглибленим вивченням української мови та літератури
- Стадіон «Єдність» (буд. № 32-д)